# موراي لي إيلاند
موراي لي إيلاند ((بالإنجليزية: Murray Lee Eiland)‏ 9 سبتمبر 1936؛ تافت - كاليفورنيا) هو مؤلف، عالم وباحث متخصص في صناعة السجاد الشرقي القديم. خلال مسيرته قام بتأليف أكثر من 20 كتاب يتناول أغلبها دراسة السجاد في كل من شبه الجزيرة العربية والصين وإيران وتركستان والقوقاز. هو أيضاَ أحد المساهمين في موسوعة بريتانيكا.
وثق من خلال كتابه السجاد الشرقي: الدليل الشامل، التقنيات والتصاميم والمواد التقليدية المستخدمة في صناعة السجاد خلال القرنين التاسع عشر والعشرين في الشرق الأوسط والشرق الأقصى.

## التعليم
درس في جامعة كاليفورنيا (لوس أنجلوس) من العام 1954 وحتى عام 1957 ثم انتقل للدراسة في جامعة كاليفورنيا (بركلي) عام 1958، كما حصل على درجة الماجستير في الطب من جامعة كاليفورنيا (سان فرانسيسكو) عام 1961.

## حياته العملية
شغل منصب رئيس شركة السجاد الشرقي (بالإنجليزية: Oriental Rug Co., Inc) منذ عام 1974. كما مارس مهنة الطب في مستشفى نابا الحكومي في الفترة ما بين عام 1965 إلى عام 2000، ثم انتقل للعمل في في عيادة الصحة النفسية بمقاطعة كونترا كوستا خلال الفترة من 2000 إلى 2011.
إيلاند هو عضو دائم في الجمعية الأمريكية للأطباء النفسيين، جمعية كاليفورنيا الطبية، جمعية شمال كاليفورنيا للطب النفسي وجمعية فاي بيتا كابا.

## مؤلفاته
الأعمال المختارة
- إيلاند، موراي ل. الابن. (1973). السجاد الشرقي: الدليل الشامل (الطبعة الأولى). بوسطن، ماساتشوستس: جمعية نيويورك للرسم. (ردمك 978-0-8212-0643-0).[6]
- إيلاند، موراي ل. الابن. (1976). السجاد الشرقي: الدليل الشامل (الطبعة الثانية). بوسطن، ماساتشوستس: جمعية نيويورك للرسم.(ردمك 978-0821206430).
- إيلاند، موراي ل. الابن. (1979). السجاد الصيني والسجاد الدخيل (الطبعة الأولى). بوسطن، ماساتشوستس: جمعية نيويورك للرسم.(ردمك 978-0821207451).
- دير مانوليان، لوسي؛ إيلاند، موراي ل. (1984). النساجون والتجار والملوك: سجاد أرمينيا المنقوش. فورت وورث، تكساس: متحف كيمبيل للفنون.(ردمك 978-0912804170).
- إيلاند، موراي ل. (1990). السجاد الشرقي من مجموعات المحيط الأطلسي. سان فرانسيسكو، كاليفورنيا: جمعية السجاد بمنطقة خليج (سان فرانسيسكو).(ردمك 978-0295972077).
- إيلاند، موراي ل. (1990). السجاد الشرقي من مجموعات المحيط الأطلسي. فيلادلفيا، بنسلفانيا: مؤتمر فيلادلفيا الدولي الثامن للسجاد الشرقي.(ردمك 978-1889666020).
- إيلاند، موراي ل. إيلاند، موراي الثالث (1998). السجاد الشرقي - دليل كامل (طبعة منقحة). لندن: شركة كينج وكولمان المحدودة.(ردمك 978-0821225486).
- بينر، روبرت؛ إيلاند، موراي ل. (1999). دراسات المنسوجات والسجاد الشرقي: السجاد الإيراني. سان فرانسيسكو: المؤتمر الدولي للسجاد الشرقي.(ردمك 978-1889666051).
- بينر، روبرت؛ إيلاند، موراي ل. (1999). بين الصحراء السوداء والصحراء الحمراء، السجاد التركماني من مجموعة فيدرسبيرج. سان فرانسيسكو، كاليفورنيا: متحف الفنون الجميلة.(ردمك 0884010996).
- إيلاند، موراي ل. (2002). الممرات: الاحتفال بطقوس العبور في السجاد الأرمني المنقوش. جمعية السجاد الأرمني (2002).(ردمك 978-0972115902).

المقالات
- التركمان والمنح الدراسية، للدكتور موراي ل إيلاند الابن، المجلد الثامن الباب الثاني.
- محاور في نسيج أفشار، بقلم موراي إيلاند، مراجعة معرض في أدراسكاند، المجلد الثامن الباب الثالث.
- مراجعة كتاب، السجاد الشرقي في متحف فيلادلفيا للفنون، بقلم تشارلز جرانت إليس، مراجعة موراي ل إيلاند، الابن، المجلد. الثامن، رقم 4، ص. 45.
- نظرة على قبائل الكلمة، بقلم موراي ل إيلاند، تحذير بشأن استخدام ملصقات السجاد، المجلد التاسع الباب الخامس.
- سجاد التبت في أدراسكاند، مراجعة للمعرض بواسطة موراي ل إيلاند، الابن، معرض مثير للتفكير ومرضٍ للغاية، المجلد الحادي عشر الباب السادس.
- سجاد بوتيه الأم الحامل، مراجعة المعرض بواسطة موراي ل إيلاند، الابن، رقم 125، المجلد السادس عشر الباب الثاني.

مراجعات الكتب
- إيلاند، موراي، مراجعة آلهة الأناضول، جيمس ميلارت، بيلكيس بالبينار وأودو هيرش، في مراجعة السجاد الشرقي، المجلد العاشر، العدد 6 (أغسطس / سبتمبر 1990)
- إنذارات بفن القرن الحادي والعشرين، مراجعة السجاد الشرقي المجلد الخامس عشر الباب الأول، 1994، ص. 42 – 46

عروض المؤتمر
- أقدم أنواع السجاد التركي الذي لا يزال موجودا. المؤتمر الدولي الثاني للسجاد التركي وآسيا الوسطى، إسطنبول، تركيا في الفترة من 14 إلى 17 أكتوبر 1994.
- تكهنات حول أصل نسج السجاد في إقليم التبت. المؤتمر العاشر للسجاد لمتحف المنسوجات في الفترة من 9 إلى 11 نوفمبر 1984.
- تطوير تصاميم سجاد القرية والبدو. معرض فن وجمال النساج في متاحف الفنون في سان فرانسيسكو عام 1979.
- تعليقات على أصل السجاد الصفوي. المؤتمر الدولي الخامس للفنون والآثار الإيرانية، طهران، أصفهان، شيراز في الفترة من 11 إلى 18 أبريل 1968.

موسوعة بريتانيكا
- إيلاند، موراي ل. "البساط والسجاد". موسوعة بريتانيكا. المؤرشفة من النسخة الأصلية بتاريخ 12 – 08 – 2020.

كتب الخيال
- سيف تيليمون (سلسلة ملحمة أورفيو الجزء الأول)(ردمك 978-1517042226).
- إمبراطور بابل (سلسلة ملحمة أورفيو الجزء الثاني)(ردمك 978-1518633072).
- حريق زورجا (سلسلة ملحمة أورفيو الجزء الثالث)(ردمك 978-1519278364).
- رحلة الرحالة الأخيرة (سلسلة ملحمة أورفيو الجزء الرابع)(ردمك 978-1519655790).
- العودة إلى بابل (سلسلة ملحمة أورفيو الجزء الخامس)(ردمك 978-1537090535).
- العبد (سلسلة ملحمة أورفيو الجزء السادس)(ردمك 978-1543198492).
- الغارة على طروادة (سلسلة ملحمة أورفيو الجزء السابع)(ردمك 978-1545014035).
- كأس عشتار (سلسلة بارت نورثكوت الجزء الأول)(ردمك 9781517362287).
- بحث عن عائلة (سلسلة بارت نورثكوت الجزء الثاني)(ردمك 978-1522729495).
- عائلة جديدة (سلسلة بارت نورثكوت الجزء الثالث)(ردمك 978-1530056385).
- صفقة وينشستر (سلسلة بارت نورثكوت الجزء الرابع)(ردمك 978-1537783895).
- نحن في طريقنا لرؤية الساحر: استكشاف مسارات جديدة للرفاهية(ردمك 978-0865580022).